# Kościół Najświętszego Serca Pana Jezusa w Świdnicy
Kościół Najświętszego Serca Pana Jezusa – rzymskokatolicki kościół parafialny należący do dekanatu Świdnica-Wschód diecezji świdnickiej. Znajduje się w dzielnicy Kraszowice.

## Historia
Jest to dawna kaplica sióstr elżbietanek, która została dobudowana w XIX wieku do dawnego dworu podarowanego siostrom dla celów dobroczynnych. W dniu 30 marca 2016 roku w kościele została ustawiona nowa nastawa ołtarzowa (retabulum) wykonana w pracowni Dariusza Gamracego z Bud Łańcuckich. Została ona ufundowana przez parafian. Wykonano ją w stylu neogotyckim, składa się ona z rzeźby Serca Pana Jezusa oraz figur: św. Jadwigi i św. Stanisława. W dniu 3 czerwca 2016 roku, w uroczystość Najświętszego Serca Pana Jezusa, biskup świdnicki Ignacy Dec poświęcił nową chrzcielnicę, poświęcił ołtarz i wprowadził relikwie św. Jana Pawła II. Kościół jest znany z tego, że nie posiada tzw. ołtarza soborowego, czyli msza święta jest odprawiana tyłem do wiernych.